# Naftazarin
A naftazarin, amelyet gyakran 5,8-dihidroxi-1,4-naftokinonnak vagy 5,8-dihidroxi-1,4-naftalin-dionnak (IUPAC) hívnak, egy természetben előforduló szerves vegyület, képlete C10H6O4. Formálisan 1,4-naftokinonból származik két hidrogénatom hidroxilcsoportokkal (OH) való helyettesítésével, így egyike a sok dihidroxinaftokinon szerkezeti izomernek.
1,4-Dioxánban oldódik, abból mélyvörös tűk formájában kristályosodik, amelyek 228-232 °C-on megolvadnak.

## Előállítása
A naftarazin 1,4-dimetoxibenzol és 2,3-diklórmaleinsav-anhidrid kondenzációjával, majd azt követő reduktív deklórozással és újraoxidálással állítható elő. 
Előállítható 5,8-dihidroxi-1-tetralon mangán-dioxiddal (MnO2 ) történő oxidációjával is.

## Fordítás
- Ez a szócikk részben vagy egészben  a   Naphthazarin című angol Wikipédia-szócikk ezen változatának fordításán alapul.  Az eredeti cikk szerkesztőit annak laptörténete sorolja fel. Ez a jelzés csupán a megfogalmazás eredetét és a szerzői jogokat jelzi, nem szolgál a cikkben szereplő információk forrásmegjelöléseként.